# ウブド郡
ウブド郡(ウブドぐん、Kecamatan Ubud)は、インドネシア共和国バリ州ギャニャール県西部の郡。芸術の村として有名な観光地ウブドを擁する。面積42.38 km²。
郡の中心はウブド村であり、プリアタン村が東に続いている。南のマス村、ウブド村からウォス川を渡った西隣のサヤン村、クデワタン村あたりまでが、いわゆる「ウブド・エリア」として観光の対象となっている。

## 隣接自治体
ギャニャール県
- テガララン郡（北）
- パヤガン郡（北）
- タンパクシリン郡（北東）
- スカワティ郡（南）

バドゥン県
- アビアンスマル郡（西）

## 村
- ウブド村
- クデワタン村
- ロトゥンドゥ村
- マス村
- プリアタン村
- プトゥル村
- サヤン村
- シゲクルタ村